# Bruno Ramón Silva Barone
Bruno Ramón Silva Barone (Melo, 29 marzo 1980) è un allenatore di calcio ed ex calciatore uruguaiano, di ruolo difensore.

## Carriera
Con l'Ajax il 15 maggio 2011 conquista l'Eredivisie nello scontro diretto vinto per 3-1 contro il Twente.

## Palmarès

### Club

#### Competizioni nazionali
- Campionato olandese: 1

Ajax: 2010-2011